# Куд пукло да пукло (албум)
Куд пукло да пукло је пети студијски албум фолк певачице Вики Миљковић објављен 1997. године за Зам. Музику су радили Драган Ташковић, Петар Стокановић. Зоран Беочанин Сотир, Стева Симеуновић, Брзи, а продуценти су Ташке и Зоран Тутуновић. Тестове су писали Миодраг Радомировић и Марина Туцаковић. За овај албум снимљени су музички спотови за песме Куд пукло да пукло и Срце јужно.

## Списак песама
1. Куд пукло да пукло
2. Срце јужно
3. Вода и ваздух
4. Није, није коцкка бачена
5. Отац и мајка
6. Од кад сам се родила
7. Не знам шта си туго моја
8. Женске бубице
9. Мора и планине
10. Ћерка